# Kanton Lyon-II
Kanton Lyon-II (francouzsky Canton de Lyon-II) je francouzský kanton v departementu Rhône v regionu Rhône-Alpes. Zahrnuje 1. městský obvod města Lyonu.